# Die Weisheit der Vielen
Die Weisheit der Vielen – weshalb Gruppen klüger sind als Einzelne (englischer Originaltitel: The Wisdom of Crowds. Why the Many Are Smarter than the Few and How Collective Wisdom Shapes Business, Economies, Societies and Nations) ist der Titel eines Buchs von James Surowiecki, das 2004 erschienen ist. Er argumentiert darin, dass die Kumulation von Informationen in Gruppen zu gemeinsamen Gruppenentscheidungen führen, die oft besser sind als Lösungsansätze einzelner Teilnehmer (sogenannte kollektive Intelligenz).

## Inhalt
Das Buch präsentiert zahlreiche Fallstudien und Anekdoten, um seine Argumentation zu illustrieren. Dabei werden viele Fachgebiete berührt, hauptsächlich aber die Ökonomie und die Psychologie.
Die einleitende Geschichte erzählt von Francis Galtons Überraschung, dass Besucher der westenglischen Nutztiermesse 1906 im Rahmen eines Gewinnspiels das Schlachtgewicht eines Rindes äußerst genau schätzten, wenn man als Schätzwert der Gruppe den Median aller 787 Schätzungen annahm. (Der Mittelwert der Einzelschätzungen stimmte sogar exakt und war damit besser als die jedes einzelnen Teilnehmers, darunter manches Experten, wie z. B. Metzger.)
Das Buch bezieht sich auf unterschiedliche Gruppen unabhängig entscheidender Personen, nicht auf Phänomene der Massenpsychologie. Er zieht Parallelen zu statistischen Auswahlverfahren, wonach eine unterschiedliche Gruppe individuell entscheidender Menschen eher die Gesamtheit aller möglichen Ausgänge eines Ereignisses repräsentieren kann und damit in der Lage ist, bessere Voraussagen für die Zukunft zu treffen.
Der englische Titel des Buches ist eine Anspielung auf Charles Mackays Extraordinary Popular Delusions and the Madness of Crowds, welches 1841 veröffentlicht wurde.

## Typen der Weisheit der Vielen
Surowiecki unterteilt Entscheidungen in drei Hauptgruppen auf, die er als Problemfelder klassifiziert:
- Kognition: Dieses Problemfeld umfasst Entscheidungen, bei denen es eine konkrete Lösung gibt, die durch den Einsatz der kognitiven Fähigkeiten erkannt werden kann. Surowiecki argumentiert, dass dies einer Gruppe viel genauer, schneller und unabhängiger von politischen Kräften gelingen könne als Experten oder Expertengruppen.
- Koordination: Koordination von Verhalten enthält die Optimierung der Nutzung eines Restaurants oder unfallfrei zu fahren. Das Buch enthält viele Beispiele aus der experimentellen Ökonomie, dieser Abschnitt beruht aber mehr auf natürlich vorkommenden Phänomenen, wie Fußgänger, die die Gehweg-Benutzung optimieren oder die Auslastung populärer Restaurants. Er untersucht, wie geteilte Überzeugungen/Normen innerhalb einer Kultur erstaunlich genaue Voraussagen über die Reaktionen anderer Mitglieder dieser Kultur erlauben.
- Kooperation: Wie Gruppen von Menschen ein Vertrauensnetzwerk aufbauen können, ohne dafür eine zentrale Kontrolle über ihr Verhalten oder eine direkte Durchsetzung der Regeln zu benötigen. Dieser Abschnitt spricht sich besonders für einen freien Markt aus.

## Elemente der Gründung der Weisheit der Vielen
Nicht alle Gruppen sind weise. Beispiele für solche Überlegungen sind zum Beispiel aufgebrachte Menschenmengen oder Investoren an der Börse nach einem Börsenboom oder -crash. Untersuchungen sind dahingehend nötig, um mehr Beispiele für fehlerhafte Gruppenintelligenz aufzudecken und zu vermeiden. Dennoch ist es möglich, Schlüsselkriterien zu definieren, die eine weise Gruppe von einer irrationalen Gruppe unterscheiden.
1. Meinungsvielfalt: Jeder Mensch besitzt unterschiedliche Informationen über einen Sachverhalt, so dass es immer zu individuellen Interpretationen eines Sachverhaltes kommen kann.
2. Unabhängigkeit: Die Meinung des Einzelnen ist nicht festgelegt durch die Ansicht der Gruppe.
3. Dezentralisierung: Hier steht die Spezialisierung im Mittelpunkt des Fokus, um das Wissen des Einzelnen anzuwenden.
4. Aggregation: Es sind Mechanismen vorhanden, um aus Einzelmeinungen eine Gruppenmeinung zu bilden.

## Fehler kollektiver Intelligenz
Surowiecki untersuchte Situationen, in denen die Gruppe einen sehr schlechten Ruf aufbaute und argumentierte, dass in diesen Situationen das Wissen oder die Zusammenarbeit fehlerhaft sei. Dies geschah seiner Ansicht nach dadurch, dass die Gruppenmitglieder zu sehr auf die Ansichten anderer Menschen hörten und ihnen nacheiferten, statt sich selbst ein Bild über die Situation zu machen und zu differenzieren. Er nennt verschiedene Details von Experimenten, wonach die Gruppengewohnheiten durch einen ausgewählten Sprecher bekannt werden. Er behauptet obendrein, dass der Hauptgrund für die intellektuelle Konformität einer Gruppe hauptsächlich darin besteht, systematische Fehlentscheidungen zu treffen.
Wenn die entscheidende Instanz nicht in der Lage ist, die Gruppe zu akzeptieren, so führe das laut Surowieckis Aussagen dazu, dass das Personenrecht und das Recht zur Selbstinformation verloren gehen. Die Zusammenarbeit in der Gruppe kann auf diese Weise nur so gut, beziehungsweise eher schlechter als besser sein, als das klügste Mitglied (Die Möglichkeit besteht dem Anschein nach). Detaillierte Fallbeispiele schließen folgende Fehler ein:
1. Zentralismus: Das Unglück der Weltraumfähre Columbia, dessen Verschulden sich auf die bürokratische Hierarchie des NASA-Managements verschob, da es nichts von den Warnungen der Ingenieure gewusst haben will.
2. Meinungsunterschiede: Beispiel: Die US-amerikanische Gemeinschaft konnte das Attentat des 11. September 2001 nicht verhindern, da Informationen von einer Unterbehörde vermutlich nicht an eine andere weitergeleitet worden sind. Laut Surowiecki arbeiten Gruppen am besten, wenn sie sich ihre Arbeit selbst aussuchen und sich selbst Informationen, die sie benötigen, besorgen (in diesem Fall IQ-Forscher). Die Isolation des SARS-Virus dient als Beispiel für die Unmöglichkeit der Koordination von Forschung. Er legt die Isolation des Virus als ein Beispiel für den freien Datenfluss zur Koordinierung von Forschung, durch Labore rund um die Welt ohne einen zentralen Kontrollpunkt aus.
3. Ambivalenz: Wo Übergänge sichtbar werden und verlangsamt dargestellt werden, kann es zu einer Informationsflut kommen, welche die entscheidenden Individuen, unter der Berücksichtigung der getroffenen Wahl nicht bemerken: Vorausgesetzt dies geschieht, fällt es dem Einzelnen leichter, sein Benehmen auf die Gruppe abzustimmen, da er das Benehmen der Gruppe leicht kopieren kann.

## Verlust der Unabhängigkeit in der Gruppe
Surowiecki sprach im Zusammenhang von unabhängigen Individuen und weisen Gruppen davon, dass manche Individuen zu sehr eingebunden sein könnten („zu gut integriert“ seien).
Er beschäftigte sich mit der Frage, wie ein Individuum seine Unabhängigkeit in Interaktionen behält, ohne ein gewisses Maß an Daten zu verarbeiten, was sich als Schlüsselfaktor der Gruppenintelligenz herausstellt.
Er antwortet folgendermaßen:
- Halte lockere Verbindungen.
- Versuche, so viele Informationen wie möglich zu beziehen.

Tim O’Reilly und andere diskutieren den Erfolg von Google, Wikis, Blogging und Web 2.0 im Zusammenhang mit der Weisheit der Vielen.

## Anforderungen
Surowiecki ist ein strenger Verfechter der Vorteile der Entscheidungsmärkte und bedauert die Fehler in DARPAs kontroversen privatpolitischen Analysen (potentielles intellektuelles Abstammen von der Delphi-Methode der RAND Corporation und Autor John Brunners Delphi Pool), um auf den Boden der Tatsachen zurückzukehren. Er baut auf den Erfolg von öffentlicher und interner Zusammenarbeit als Ausgangspunkt für eine neue individuelle Sichtweise einer Gruppe mit verschiedenen Erfahrungen und gleicher Motivation (für den Erfolg der Sache), um neue Voraussetzungen zu schaffen. Surowieckis im Voraus getätigte Prophezeiungen sind aussagekräftiger als alle Vorhersagen irgendeiner anderen Gruppe von Individuen, die Überlegungen anstellten. Seine Aussagen sind vor allen Dingen marktbezogen, so dass er genauso wenig die Zusammenarbeit von autoritären Märkten und Firmen, sowie nicht vorhersehbare terroristische Aktivitäten ausschließt.
Um seine These zu untermauern, gibt er an, dass sein Herausgeber über Informationen verfügt, die eine zwingende Aussage in einem Buch veröffentlicht, welche aus mehreren individuellen Autoren besteht. Auf diese Weise soll es möglich sein, in die Weisheit einer viel größeren Masse einzutauchen, als es mit einem zu Hause schreibenden Team möglich wäre.
Der Journalist Will Hutton argumentiert, dass Surowieckis Analyse genauso auf Vorurteilen wie auf sachlichen Hintergründen beruhe, sich berufend auf die Erfahrungen vieler Menschen, die „anständigerweise feststehende, eigene, gesammelte, freiwillige Erfahrung erstaunt“. Er schließt daraus, dass „es keinen besseren Weg gibt, um Gemeinschaft, Individualität und Demokratie zu lehren als mit einer tatsächlich freien Presse“.
Nur einige wenige experimentelle Versuche wurden unternommen, um zu erforschen, wie kollektive Weisheit entsteht. Einer dieser Versuche ist ein sogenannter Poll- oder Voting Server namens Opinion Republic. Hier sammeln Marktforscher nach dem Multiple Choice-Prinzip Meinungen zu Äußerungen zu einem jeweiligen Themenkomplex und werten diese aus. Mit dem normalerweise auch passive Nutzer also sogenannte „Lurker“ aktivierenden Mechanismus des Votings kommt jeweils eine recht hohe Zahl von Meinungen zustande, die nach dem Gesetz der großen Zahlen zunehmend an Güte und damit an Aussagekraft gewinnt. Leider ist hier im Gegensatz zu anderen Stimmabgaben negativ anzumerken, dass jeder Nutzer vor seiner Abstimmung bereits die bis dato erzielten Resultate sieht, was die Unabhängigkeit seines Urteils gefährdet. Diese aber wären neben einer hohen Vielfalt der Perspektiven und Ansichten (Streubreite) erforderlich, wenn intelligente Lösungsvorschläge entstehen sollen.

## Anwendung in der Praxis
Zahlreiche Methoden und Anwendungen nutzen das oder basieren gar auf dem Prinzip, das Surowiecki in seinem Buch beschreibt. Im Verständnis der kollektiven Intelligenz mündet das Prinzip „Die Weisheit der Vielen“ in eine konsensbasierte Entscheidungsfindung. Das Internet beschleunigt diesen Prozess und ist selbst ein Medium zur Umsetzung des Prinzips: Dezentrales Wissen von verschiedenen Menschen wird zum Beispiel durch Foren oder Blogs koordiniert. Crowdsourcing ist ein gutes Beispiel, wie das Prinzip in der Anwendung im Medium Internet nutzbar gemacht wird. Durch online gestellte Fragen kann die „crowd“, also die User-Gemeinschaft, gemeinsam Entscheidungen treffen.
Das Prinzip „Die Weisheit der Vielen“ findet ebenfalls in der Wirtschaft Einsatz. So macht sich die Methode Social Forecasting dieses Prinzip zu Nutze und baut darauf auf. Die gestellten Rahmenbedingungen durch Social Forecasting sorgen dafür, dass das Prinzip nutzeneffektiv eingesetzt werden kann, um beispielsweise Produkte- oder Ideen zu bewerten.
Im Zuge von Weisheit der Vielen ist auch der Naturforscher Francis Galton zu nennen, der in einem Test 1906 (unabsichtlich) bewies, dass das Prinzip funktioniert.

## Sonstiges
Am 20. Januar 2008 moderierte Günther Jauch eine interaktive, direktübertragene Fernsehsendung mit dem Titel Die Weisheit der Vielen. In dieser Sendung sollte die Frage geklärt werden, ob ein einzelner Experte klüger ist als die Gesamtheit der Zuschauer. Verschiedene Prominente wurden als Experten zu einem Themengebiet präsentiert und mussten aus diesem Wissens- oder Schätzfragen beantworten, während die Zuschauer telefonisch über die gleiche Frage abstimmten. Am Ende der Sendung war das Ergebnis zwischen Experten und Zuschauern ausgeglichen.

## Ausgaben
- James Surowiecki: The wisdom of crowds. Why the many are smarter than the few and how collective wisdom shapes business, economies, societies and nations. Little, Brown, London 2004, ISBN 0-316-86173-1.
- James Surowiecki: Die Weisheit der Vielen. Die Weisheit der Vielen, warum Gruppen klüger sind als Einzelne und wie wir das kollektive Wissen für unser wirtschaftliches, soziales und politisches Handeln nützen können (Originaltitel: The wisdom of crowds, übersetzt von Gerhard Beckmann), Bertelsmann, München, 2005, ISBN 3-570-00687-5; Heyne Taschenbuch, München 2007, ISBN 978-3-442-15446-3.